# Jarek Weber
Jarek Weber – debiutancki album studyjny Jarosława Webera, wydany 27 maja 2002 roku nakładem Sony Music Entertainment Poland. 

## Lista utworów
| #   | Tytuł                    | Czas |
| --- | ------------------------ | ---- |
| 1.  | "You Don't Know Me"      | 3:13 |
| 2.  | "Na złość"               | 3:46 |
| 3.  | "Mamy czas"              | 3:34 |
| 4.  | "Przyjdzie taki dzień"   | 3:12 |
| 5.  | "Wracam myślami..."      | 3:44 |
| 6.  | "Tajemnica"              | 4:17 |
| 7.  | "Kiedyś się odnajdziemy" | 4:00 |
| 8.  | "Nie zatrzymuj się"      | 3:22 |
| 9.  | "Odnaleźć siebie"        | 4:53 |
| 10. | "I więcej nic"           | 4:21 |
| 11. | "You Are So Beautiful"   | 3:51 |